# Canton de Bourg-Couronne
Le canton de Bourg-Couronnes est une ancienne division administrative française située dans le département de l'Ain en région Auvergne-Rhône-Alpes. 
Centré sur Péronnas, comme de la banlieue de Bourg-en-Bresse, il n'a été utilisé que pour les élections cantonales de 1982. Ses communes ont été réparties pour les cantonales de 1985 entre les nouveaux cantons de Péronnas et de Viriat.

## Géographie
Ce canton était organisé autour de Péronnas dans l'arrondissement de Bourg-en-Bresse. Son altitude variait de 211 m pour  Montracol à 296 m pour Lent, avec une moyenne de 243 m.

## Histoire
Le canton est créé par le décret du 25 janvier 1982 à partir de onze communes issues des trois cantons de Bourg-en-Bresse-I (Polliat), Bourg-en-Bresse-II (Viriat) et principalement Bourg-en-Bresse-III (Péronnas, Buellas, Lent, Montcet, Montracol, Saint-André-sur-Vieux-Jonc, Saint-Rémy, Servas et Vandeins).
Le canton est supprimé par le décret 24 décembre 1984, entré en vigueur lors des élections cantonales de mars 1985. Ses communes  sont réparties entre les nouveaux cantons de Péronnas (Péronnas, Lent, Montracol, Saint-André-sur-Vieux-Jonc, Saint-Rémy et Servas) et de Viriat (Buellas, Montcet, Polliat, Vandeins et Viriat).

## Administration
| Période | Période | Identité        | Étiquette | Qualité                                                                          |
| ------- | ------- | --------------- | --------- | -------------------------------------------------------------------------------- |
| 1982    | 1985    | Pierre Chambaud | DVD       | Agriculteur Maire de Péronnas (1970-1983) Elu en 1985 dans le Canton de Péronnas |

## Composition
Le canton de Péronnas regroupait onze communes :
| Nom                        | Code Insee | Intercommunalité                | Population (dernière pop. légale) |
| -------------------------- | ---------- | ------------------------------- | --------------------------------- |
| Péronnas (chef-lieu)       | 01289      | CA du Bassin de Bourg-en-Bresse | 6 196 (2014)                      |
| Buellas                    | 01065      | CA du Bassin de Bourg-en-Bresse | 1 754 (2014)                      |
| Lent                       | 01211      | CA du Bassin de Bourg-en-Bresse | 1 426 (2014)                      |
| Montcet                    | 01259      | CA du Bassin de Bourg-en-Bresse | 663 (2014)                        |
| Montracol                  | 01264      | CA du Bassin de Bourg-en-Bresse | 1 013 (2014)                      |
| Polliat                    | 01301      | CA du Bassin de Bourg-en-Bresse | 2 489 (2014)                      |
| Saint-André-sur-Vieux-Jonc | 01336      | CA du Bassin de Bourg-en-Bresse | 1 125 (2014)                      |
| Saint-Rémy                 | 01385      | CA du Bassin de Bourg-en-Bresse | 984 (2014)                        |
| Servas                     | 01405      | CA du Bassin de Bourg-en-Bresse | 1 206 (2014)                      |
| Vandeins                   | 01429      | CA du Bassin de Bourg-en-Bresse | 678 (2014)                        |
| Viriat                     | 01451      | CA du Bassin de Bourg-en-Bresse | 6 250 (2014)                      |